# 2. deild karla 1962
Die 2. deild karla 1962 war die achte Spielzeit der zweithöchsten isländischen Fußballliga.

## Modus
Die sechs Vereine spielten erstmals in einer Gruppe. An 10 Spieltagen trat jedes Mannschaft zweimal gegeneinander an. Der Zweitligameister stieg in die 1. deild karla auf.

## Abschlusstabelle
| Pl. | Verein               | Sp. | S | U | N | Tore    | Quote | Punkte |
| --- | -------------------- | --- | - | - | - | ------- | ----- | ------ |
| 1.  | ÍB Keflavík          | 10  | 9 | 0 | 1 | 042:110 | 3,82  | 18:20  |
| 2.  | Þróttur Reykjavík    | 10  | 9 | 0 | 1 | 042:130 | 3,23  | 18:20  |
| 3.  | ÍB Hafnarfjörður (A) | 10  | 5 | 0 | 5 | 021:260 | 0,81  | 10:10  |
| 4.  | Breiðablik Kópavogur | 10  | 3 | 0 | 7 | 022:300 | 0,73  | 06:14  |
| 5.  | Reynir Sandgerði     | 10  | 3 | 0 | 7 | 020:290 | 0,69  | 06:14  |
| 6.  | Víkingur Reykjavík   | 10  | 1 | 0 | 9 | 010:480 | 0,21  | 02:18  |

| (A) | Absteiger aus der 1. deild karla 1961 |

## Kreuztabelle
|                      | ÍBK | ÞRÓ | ÍBH | BRE | REY | VÍK  |
| ÍB Keflavík          |     | 6:0 | 5:0 | 8:2 | 4:1 | 3:1  |
| Þróttur Reykjavík    | 2:1 |     | 6:0 | 4:1 | 4:1 | 10:0 |
| ÍB Hafnarfjörður     | 1:3 | 1:5 |     | 5:2 | 1:5 | 5:1  |
| Breiðablik Kópavogur | 2:3 | 1:3 | 0:1 |     | 0:4 | 2:1  |
| Reynir Sandgerði     | 1:4 | 1:4 | 1:2 | 1:3 |     | 6:3  |
| Víkingur Reykjavík   | 1:5 | 1:4 | 2:1 | 0:9 | 0:3 |      |

## Play-off
Die beiden punktgleichen Mannschaften an der Tabellenspitze ermittelten den Aufsteiger in die 1. deild karla.
|             | Ergebnis |                   |
| ----------- | -------- | ----------------- |
| ÍB Keflavík | 3:1      | Þróttur Reykjavík |